# 보이즈 플래닛의 참가자 목록
다음은 엠넷의 서바이벌 프로그램 《BOYS PLANET》의 참가자 목록이다.

## 참가자
| 소속사                  | 참가자     | 국적          | 생년             | 등급     | 등급     | 순위      | 순위      | 순위      | 순위      | 순위      | 순위          | 순위          | 순위          | 순위          | 순위          | 순위          | 순위               | 순위          | 순위          |
| 소속사                  | 참가자     | 국적          | 생년             | 등급     | 등급     | 1회       | 2회       | 3회       | 5회       | 5회       | 6회           | 8회           | 8회           | 9회           | 11회          | 11회          | 12회               | 12회          | 12회          |
| 소속사                  | 참가자     | 국적          | 생년             | 1차      | 2차      | #         | #         | #         | #         | 환산 점수 | #             | #             | 환산 점수     | #             | #             | 환산 점수     | 1차 투표 중간 현황 | 2차 투표      | 2차 투표      |
| 소속사                  | 참가자     | 국적          | 생년             | 1차      | 2차      | #         | #         | #         | #         | 환산 점수 | #             | #             | 환산 점수     | #             | #             | 환산 점수     | 1차 투표 중간 현황 | #             | 환산 점수     |
| 소속사                  | 참가자     | 국적          | 생년             | 1차      | 2차      | #         | #         | #         | #         | 환산 점수 | #             | #             | 환산 점수     | #             | #             | 환산 점수     | #                  | #             | 환산 점수     |
| ----------------------- | ---------- | ------------- | ---------------- | -------- | -------- | --------- | --------- | --------- | --------- | --------- | ------------- | ------------- | ------------- | ------------- | ------------- | ------------- | ------------------ | ------------- | ------------- |
| 개인연습생              | 김민혁     | 대한민국      | 1999년 9월 22일  | 2 STAR   | 3 STAR   | 90        | 82        | 미공개    | 76        | 미공개    | 1차 순위 탈락 | 1차 순위 탈락 | 1차 순위 탈락 | 1차 순위 탈락 | 1차 순위 탈락 | 1차 순위 탈락 | 1차 순위 탈락      | 1차 순위 탈락 | 1차 순위 탈락 |
| 개인연습생              | 나이스     | 태국          | 2000년 8월 27일  | 0 STAR   | 0 STAR   | 71        | 63        | 미공개    | 78        | 미공개    | 1차 순위 탈락 | 1차 순위 탈락 | 1차 순위 탈락 | 1차 순위 탈락 | 1차 순위 탈락 | 1차 순위 탈락 | 1차 순위 탈락      | 1차 순위 탈락 | 1차 순위 탈락 |
| 개인연습생              | 리쿠       | 일본          | 2004년 10월 2일  | 1 STAR   | 2 STAR   | 93        | 88        | 미공개    | 91        | 미공개    | 1차 순위 탈락 | 1차 순위 탈락 | 1차 순위 탈락 | 1차 순위 탈락 | 1차 순위 탈락 | 1차 순위 탈락 | 1차 순위 탈락      | 1차 순위 탈락 | 1차 순위 탈락 |
| 개인연습생              | 린스위안   | 중국          | 1998년 10윌 9일  | 1 STAR   | 0 STAR   | 89        | 91        | 미공개    | 92        | 미공개    | 1차 순위 탈락 | 1차 순위 탈락 | 1차 순위 탈락 | 1차 순위 탈락 | 1차 순위 탈락 | 1차 순위 탈락 | 1차 순위 탈락      | 1차 순위 탈락 | 1차 순위 탈락 |
| 개인연습생              | 마징시앙   | 중국          | 2004년 2월 16일  | 2 STAR   | 0 STAR   | 16        | 27        | 미공개    | 32        | 843,660   | 28            | 30            | 923,750       | 2차 순위 탈락 | 2차 순위 탈락 | 2차 순위 탈락 | 2차 순위 탈락      | 2차 순위 탈락 | 2차 순위 탈락 |
| 개인연습생              | 박관영     | 대한민국      | 2001년 1월 9일   | 2 STAR   | 2 STAR   | 61        | 92        | 미공개    | 68        | 미공개    | 1차 순위 탈락 | 1차 순위 탈락 | 1차 순위 탈락 | 1차 순위 탈락 | 1차 순위 탈락 | 1차 순위 탈락 | 1차 순위 탈락      | 1차 순위 탈락 | 1차 순위 탈락 |
| 개인연습생              | 오스케     | 일본          | 2003년 5월 15일  | 1 STAR   | 2 STAR   | 63        | 69        | 미공개    | 83        | 미공개    | 1차 순위 탈락 | 1차 순위 탈락 | 1차 순위 탈락 | 1차 순위 탈락 | 1차 순위 탈락 | 1차 순위 탈락 | 1차 순위 탈락      | 1차 순위 탈락 | 1차 순위 탈락 |
| 개인연습생              | 원예천     | 중국          | 2000년 9월 15일  | 1 STAR   | 0 STAR   | 56        | 57        | 53        | 56        | 미공개    | 1차 순위 탈락 | 1차 순위 탈락 | 1차 순위 탈락 | 1차 순위 탈락 | 1차 순위 탈락 | 1차 순위 탈락 | 1차 순위 탈락      | 1차 순위 탈락 | 1차 순위 탈락 |
| 개인연습생              | 유키       | 일본          | 2001년 12월 24일 | 0 STAR   | 1 STAR   | 36        | 40        | 43        | 53        | 341,689   | 1차 순위 탈락 | 1차 순위 탈락 | 1차 순위 탈락 | 1차 순위 탈락 | 1차 순위 탈락 | 1차 순위 탈락 | 1차 순위 탈락      | 1차 순위 탈락 | 1차 순위 탈락 |
| 개인연습생              | 유타카     | 일본          | 1999년 3월 13일  | 0 STAR   | 1 STAR   | 57        | 54        | 55        | 64        | 미공개    | 1차 순위 탈락 | 1차 순위 탈락 | 1차 순위 탈락 | 1차 순위 탈락 | 1차 순위 탈락 | 1차 순위 탈락 | 1차 순위 탈락      | 1차 순위 탈락 | 1차 순위 탈락 |
| 개인연습생              | 유토       | 일본          | 2004년 12월 14일 | 2 STAR   | 2 STAR   | 69        | 86        | 미공개    | 90        | 미공개    | 1차 순위 탈락 | 1차 순위 탈락 | 1차 순위 탈락 | 1차 순위 탈락 | 1차 순위 탈락 | 1차 순위 탈락 | 1차 순위 탈락      | 1차 순위 탈락 | 1차 순위 탈락 |
| 개인연습생              | 윤종우     | 대한민국      | 2000년 6월 12일  | 3 STAR   | 1 STAR   | 73        | 67        | 45        | 38        | 692,766   | 16            | 15            | 2,259,317     | 미공개        | 15            | 2,194,327     | 미공개             | 18            | 557,811       |
| 개인연습생              | 이승환     | 대한민국      | 2000년 5월 20일  | 2 STAR   | 3 STAR   | 13        | 16        | 미공개    | 20        | 1,569,664 | 24            | 21            | 1,470,722     | 미공개        | 24            | 미공개        | 3차 순위 탈락      | 3차 순위 탈락 | 3차 순위 탈락 |
| 개인연습생              | 정이찬     | 대한민국      | 2001년 5월 17일  | 2 STAR   | 2 STAR   | 52        | 55        | 56        | 52        | 335,355   | 49            | 49            | 미공개        | 2차 순위 탈락 | 2차 순위 탈락 | 2차 순위 탈락 | 2차 순위 탈락      | 2차 순위 탈락 | 2차 순위 탈락 |
| 개인연습생              | 정호진     | 대한민국      | 2003년 2월 27일  | 1 STAR   | 1 STAR   | 48        | 68        | 미공개    | 65        | 미공개    | 1차 순위 탈락 | 1차 순위 탈락 | 1차 순위 탈락 | 1차 순위 탈락 | 1차 순위 탈락 | 1차 순위 탈락 | 1차 순위 탈락      | 1차 순위 탈락 | 1차 순위 탈락 |
| 개인연습생              | 정환록     | 대한민국      | 2002년 4월 16일  | 2 STAR   | 3 STAR   | 자진 하차 | 자진 하차 | 자진 하차 | 자진 하차 | 자진 하차 | 자진 하차     | 자진 하차     | 자진 하차     | 자진 하차     | 자진 하차     | 자진 하차     | 자진 하차          | 자진 하차     | 자진 하차     |
| 개인연습생              | 조은우     | 대한민국      | 2004년 12월 5일  | 1 STAR   | ―        | 자진 하차 | 자진 하차 | 자진 하차 | 자진 하차 | 자진 하차 | 자진 하차     | 자진 하차     | 자진 하차     | 자진 하차     | 자진 하차     | 자진 하차     | 자진 하차          | 자진 하차     | 자진 하차     |
| 개인연습생              | 천관루이   | 대만          | 2000년 12월 28일 | ALL STAR | 3 STAR   | 54        | 30        | 미공개    | 26        | 1,059,856 | 23            | 22            | 1,312,569     | 미공개        | 23            | 미공개        | 3차 순위 탈락      | 3차 순위 탈락 | 3차 순위 탈락 |
| 개인연습생              | 천런유     | 대만          | 2003년 12월 17일 | 2 STAR   | 1 STAR   | 59        | 56        | 58        | 69        | 미공개    | 1차 순위 탈락 | 1차 순위 탈락 | 1차 순위 탈락 | 1차 순위 탈락 | 1차 순위 탈락 | 1차 순위 탈락 | 1차 순위 탈락      | 1차 순위 탈락 | 1차 순위 탈락 |
| 개인연습생              | 천리앙     | 중국          | 2000년 9월 9일   | 2 STAR   | 0 STAR   | 83        | 61        | 57        | 70        | 미공개    | 1차 순위 탈락 | 1차 순위 탈락 | 1차 순위 탈락 | 1차 순위 탈락 | 1차 순위 탈락 | 1차 순위 탈락 | 1차 순위 탈락      | 1차 순위 탈락 | 1차 순위 탈락 |
| 개인연습생              | 콩         | 베트남        | 2000년 12월 12일 | 1 STAR   | 3 STAR   | 66        | 48        | 미공개    | 35        | 754,636   | 40            | 43            | 미공개        | 2차 순위 탈락 | 2차 순위 탈락 | 2차 순위 탈락 | 2차 순위 탈락      | 2차 순위 탈락 | 2차 순위 탈락 |
| 개인연습생              | 크리스티안 | 중국          | 2000년 1월 22일  | 2 STAR   | 2 STAR   | 21        | 23        | 미공개    | 37        | 713,399   | 45            | 45            | 미공개        | 2차 순위 탈락 | 2차 순위 탈락 | 2차 순위 탈락 | 2차 순위 탈락      | 2차 순위 탈락 | 2차 순위 탈락 |
| 개인연습생              | 하루       | 일본          | 2006년 2월 18일  | 2 STAR   | 2 STAR   | 53        | 64        | 미공개    | 66        | 미공개    | 1차 순위 탈락 | 1차 순위 탈락 | 1차 순위 탈락 | 1차 순위 탈락 | 1차 순위 탈락 | 1차 순위 탈락 | 1차 순위 탈락      | 1차 순위 탈락 | 1차 순위 탈락 |
| 143엔터테인먼트         | 이다을     | 대한민국      | 2004년 4월 6일   | 2 STAR   | 0 STAR   | 4         | 9         | 미공개    | 13        | 2,103,468 | 46            | 47            | 미공개        | 2차 순위 탈락 | 2차 순위 탈락 | 2차 순위 탈락 | 2차 순위 탈락      | 2차 순위 탈락 | 2차 순위 탈락 |
| 143엔터테인먼트         | 임준서     | 대한민국      | 2005년 5월 1일   | 2 STAR   | 1 STAR   | 19        | 21        | 미공개    | 30        | 1,016,985 | 36            | 40            | 미공개        | 2차 순위 탈락 | 2차 순위 탈락 | 2차 순위 탈락 | 2차 순위 탈락      | 2차 순위 탈락 | 2차 순위 탈락 |
| 그레이트 M              | 이동건     | 대한민국      | 2005년 6월 3일   | 1 STAR   | 2 STAR   | 43        | 44        | 51        | 48        | 387,236   | 51            | 51            | 미공개        | 2차 순위 탈락 | 2차 순위 탈락 | 2차 순위 탈락 | 2차 순위 탈락      | 2차 순위 탈락 | 2차 순위 탈락 |
| 네스트매니지먼트        | 김지웅     | 대한민국      | 1998년 12월 14일 | 3 STAR   | 3 STAR   | 2         | 3         | 2         | 3         | 6,944,462 | 5             | 5             | 5,751,211     | 미공개        | 3             | 3,536,122     | 미공개             | 8             | 1,338,984     |
| 레드스타트 ENM          | 금준현     | 대한민국      | 2004년 1월 15일  | ALL STAR | ALL STAR | 31        | 31        | 미공개    | 14        | 1,896,096 | 12            | 10            | 3,070,589     | 미공개        | 16            | 2,187,613     | 미공개             | 14            | 848,986       |
| 레드스타트 ENM          | 김민성     | 대한민국      | 2003년 11월 3일  | ALL STAR | 3 STAR   | 78        | 79        | 미공개    | 58        | 미공개    | 1차 순위 탈락 | 1차 순위 탈락 | 1차 순위 탈락 | 1차 순위 탈락 | 1차 순위 탈락 | 1차 순위 탈락 | 1차 순위 탈락      | 1차 순위 탈락 | 1차 순위 탈락 |
| 레드스타트 ENM          | 최우진     | 대한민국      | 2005년 1월 24일  | 3 STAR   | 1 STAR   | 41        | 46        | 52        | 51        | 368,077   | 50            | 50            | 미공개        | 2차 순위 탈락 | 2차 순위 탈락 | 2차 순위 탈락 | 2차 순위 탈락      | 2차 순위 탈락 | 2차 순위 탈락 |
| 레드스타트 ENM          | 홍건희     | 대한민국      | 2004년 11월 15일 | 3 STAR   | 3 STAR   | 87        | 87        | 미공개    | 84        | 미공개    | 1차 순위 탈락 | 1차 순위 탈락 | 1차 순위 탈락 | 1차 순위 탈락 | 1차 순위 탈락 | 1차 순위 탈락 | 1차 순위 탈락      | 1차 순위 탈락 | 1차 순위 탈락 |
| 레인컴퍼니              | 염태균     | 대한민국      | 2002년 9월 30일  | 2 STAR   | 2 STAR   | 자진 하차 | 자진 하차 | 자진 하차 | 자진 하차 | 자진 하차 | 자진 하차     | 자진 하차     | 자진 하차     | 자진 하차     | 자진 하차     | 자진 하차     | 자진 하차          | 자진 하차     | 자진 하차     |
| 레인컴퍼니              | 케이타     | 일본          | 2001년 7월 4일   | ALL STAR | ALL STAR | 14        | 14        | 미공개    | 8         | 4,107,663 | 8             | 8             | 4,254,415     | 6             | 6             | 3,069,047     | 미공개             | 12            | 1,029,999     |
| 스타더스트 엔터테인먼트 | 동동       | 대만          | 2000년 11월 20일 | 1 STAR   | 1 STAR   | 91        | 59        | 미공개    | 79        | 미공개    | 1차 순위 탈락 | 1차 순위 탈락 | 1차 순위 탈락 | 1차 순위 탈락 | 1차 순위 탈락 | 1차 순위 탈락 | 1차 순위 탈락      | 1차 순위 탈락 | 1차 순위 탈락 |
| 스타더스트 엔터테인먼트 | 펑쥔란     | 중국          | 1999년 9월 22일  | 2 STAR   | 2 STAR   | 92        | 89        | 미공개    | 93        | 미공개    | 1차 순위 탈락 | 1차 순위 탈락 | 1차 순위 탈락 | 1차 순위 탈락 | 1차 순위 탈락 | 1차 순위 탈락 | 1차 순위 탈락      | 1차 순위 탈락 | 1차 순위 탈락 |
| 스타더스트 프로모션     | 케이       | 일본          | 2006년 7월 17일  | 2 STAR   | 2 STAR   | 76        | 83        | 미공개    | 87        | 미공개    | 1차 순위 탈락 | 1차 순위 탈락 | 1차 순위 탈락 | 1차 순위 탈락 | 1차 순위 탈락 | 1차 순위 탈락 | 1차 순위 탈락      | 1차 순위 탈락 | 1차 순위 탈락 |
| 스타온 엔터테인먼트     | 천지안위   | 중국          | 1998년 9월 1일   | 1 STAR   | 1 STAR   | 28        | 34        | 미공개    | 45        | 508,693   | 35            | 39            | 미공개        | 2차 순위 탈락 | 2차 순위 탈락 | 2차 순위 탈락 | 2차 순위 탈락      | 2차 순위 탈락 | 2차 순위 탈락 |
| 스튜디오 글라이드       | 성한빈     | 대한민국      | 2001년 6월 13일  | 3 STAR   | ALL STAR | 1         | 1         | 1         | 1         | 8,343,418 | 1             | 1             | 7,043,213     | 미공개        | 1             | 5,389,363     | 3                  | 2             | 1,888,414     |
| 에프엠 엔터테인먼트     | 제이       | 미국          | 2001년 3월 8일   | ALL STAR | ALL STAR | 30        | 8         | 미공개    | 9         | 4,081,057 | 9             | 12            | 2,872,951     | 미공개        | 13            | 2,264,984     | 미공개             | 10            | 1,080,505     |
| 오디 엔터테인먼트       | 이치카     | [ ac ]        | 1992년 10월 28일 | 1 STAR   | 0 STAR   | 58        | 62        | 미공개    | 75        | 미공개    | 1차 순위 탈락 | 1차 순위 탈락 | 1차 순위 탈락 | 1차 순위 탈락 | 1차 순위 탈락 | 1차 순위 탈락 | 1차 순위 탈락      | 1차 순위 탈락 | 1차 순위 탈락 |
| 올라트엔터테인먼트      | 전우석     | 대한민국      | 2003년 4월 23일  | 0 STAR   | 2 STAR   | 60        | 72        | 미공개    | 67        | 미공개    | 1차 순위 탈락 | 1차 순위 탈락 | 1차 순위 탈락 | 1차 순위 탈락 | 1차 순위 탈락 | 1차 순위 탈락 | 1차 순위 탈락      | 1차 순위 탈락 | 1차 순위 탈락 |
| 와이와이 엔터테인먼트   | 타쿠토     | 일본          | 2007년 11월 13일 | 0 STAR   | 1 STAR   | 20        | 19        | 미공개    | 15        | 1,882,600 | 21            | 25            | 1,175,739     | 미공개        | 27            | 미공개        | 3차 순위 탈락      | 3차 순위 탈락 | 3차 순위 탈락 |
| 와타나베 엔터테인먼트   | 효         | 일본          | 2002년 2월 9일   | 0 STAR   | 2 STAR   | 62        | 90        | 미공개    | 86        | 미공개    | 1차 순위 탈락 | 1차 순위 탈락 | 1차 순위 탈락 | 1차 순위 탈락 | 1차 순위 탈락 | 1차 순위 탈락 | 1차 순위 탈락      | 1차 순위 탈락 | 1차 순위 탈락 |
| 울림엔터테인먼트        | 장민서     | 대한민국      | 2006년 4월 28일  | 0 STAR   | 1 STAR   | 자진 하차 | 자진 하차 | 자진 하차 | 자진 하차 | 자진 하차 | 자진 하차     | 자진 하차     | 자진 하차     | 자진 하차     | 자진 하차     | 자진 하차     | 자진 하차          | 자진 하차     | 자진 하차     |
| 울림엔터테인먼트        | 정세윤     | 대한민국      | 2007년 10월 6일  | 0 STAR   | 0 STAR   | 68        | 85        | 미공개    | 74        | 미공개    | 1차 순위 탈락 | 1차 순위 탈락 | 1차 순위 탈락 | 1차 순위 탈락 | 1차 순위 탈락 | 1차 순위 탈락 | 1차 순위 탈락      | 1차 순위 탈락 | 1차 순위 탈락 |
| 원쿨잭소 엔터테인먼트   | 타오위안   | 중국          | 2000년 8월 17일  | 1 STAR   | ―        | 자진 하차 | 자진 하차 | 자진 하차 | 자진 하차 | 자진 하차 | 자진 하차     | 자진 하차     | 자진 하차     | 자진 하차     | 자진 하차     | 자진 하차     | 자진 하차          | 자진 하차     | 자진 하차     |
| 웨이크원                | 김태래     | 대한민국      | 2002년 7월 14일  | 3 STAR   | ALL STAR | 9         | 12        | 미공개    | 11        | 3,514,786 | 7             | 7             | 4,790,626     | 미공개        | 4             | 3,519,583     | 11                 | 6             | 1,349,595     |
| 웨이크원                | 문정현     | 대한민국      | 2005년 3월 31일  | 3 STAR   | ALL STAR | 24        | 35        | 미공개    | 23        | 1,145,501 | 30            | 29            | 1,016,789     | 2차 순위 탈락 | 2차 순위 탈락 | 2차 순위 탈락 | 2차 순위 탈락      | 2차 순위 탈락 | 2차 순위 탈락 |
| 웨이크원                | 민         | 태국          | 2000년 3월 15일  | 3 STAR   | 3 STAR   | 80        | 65        | 미공개    | 59        | 미공개    | 1차 순위 탈락 | 1차 순위 탈락 | 1차 순위 탈락 | 1차 순위 탈락 | 1차 순위 탈락 | 1차 순위 탈락 | 1차 순위 탈락      | 1차 순위 탈락 | 1차 순위 탈락 |
| 웨이크원                | 박민석     | 대한민국      | 2002년 7월 27일  | 2 STAR   | 1 STAR   | 64        | 84        | 미공개    | 61        | 미공개    | 1차 순위 탈락 | 1차 순위 탈락 | 1차 순위 탈락 | 1차 순위 탈락 | 1차 순위 탈락 | 1차 순위 탈락 | 1차 순위 탈락      | 1차 순위 탈락 | 1차 순위 탈락 |
| 웨이크원                | 박한빈     | 대한민국      | 2002년 3월 1일   | ALL STAR | ALL STAR | 34        | 36        | 미공개    | 22        | 1,327,899 | 13            | 13            | 2,719,441     | 14            | 11            | 2,365,604     | 10                 | 11            | 1,076,065     |
| 웨이크원                | 안토니     | 일본 · 필리핀 | 2004년 2월 13일  | 3 STAR   | 3 STAR   | 8         | 11        | 미공개    | 19        | 1,604,766 | 31            | 32            | 미공개        | 2차 순위 탈락 | 2차 순위 탈락 | 2차 순위 탈락 | 2차 순위 탈락      | 2차 순위 탈락 | 2차 순위 탈락 |
| 웨이크원                | 오성민     | 대한민국      | 2001년 8월 25일  | 2 STAR   | 3 STAR   | 17        | 24        | 미공개    | 34        | 706,796   | 44            | 35            | 미공개        | 2차 순위 탈락 | 2차 순위 탈락 | 2차 순위 탈락 | 2차 순위 탈락      | 2차 순위 탈락 | 2차 순위 탈락 |
| 웨이크원                | 이정현     | 대한민국      | 2002년 9월 11일  | 3 STAR   | 3 STAR   | 35        | 43        | 41        | 39        | 676,301   | 29            | 24            | 1,185,270     | 15            | 17            | 2,041,636     | 미공개             | 15            | 718,706       |
| 웨이크원                | 차웅기     | 대한민국      | 2002년 4월 23일  | 1 STAR   | 2 STAR   | 10        | 17        | 미공개    | 25        | 1,137,561 | 34            | 26            | 1,107,219     | 18            | 20            | 1,817,478     | 3차 순위 탈락      | 3차 순위 탈락 | 3차 순위 탈락 |
| 웨이크원                | 하루토     | 일본          | 2004년 11월 16일 | ALL STAR | ALL STAR | 39        | 20        | 미공개    | 16        | 1,764,148 | 15            | 16            | 2,198,036     | 미공개        | 22            | 미공개        | 3차 순위 탈락      | 3차 순위 탈락 | 3차 순위 탈락 |
| 위에화엔터테인먼트      | 김규빈     | 대한민국      | 2004년 8월 30일  | ALL STAR | 3 STAR   | 5         | 4         | 미공개    | 6         | 5,511,180 | 6             | 6             | 5,088,364     | 16            | 7             | 3,017,119     | 미공개             | 7             | 1,346,105     |
| 위에화엔터테인먼트      | 리키       | 중국          | 2004년 5월 20일  | 3 STAR   | 2 STAR   | 12        | 13        | 미공개    | 12        | 2,122,327 | 14            | 14            | 2,616,791     | 7             | 8             | 2,851,613     | 미공개             | 4             | 1,572,089     |
| 위에화엔터테인먼트      | 브라이언   | 캐나다        | 2002년 8월 21일  | 3 STAR   | 1 STAR   | 37        | 28        | 미공개    | 41        | 634,033   | 33            | 37            | 미공개        | 2차 순위 탈락 | 2차 순위 탈락 | 2차 순위 탈락 | 2차 순위 탈락      | 2차 순위 탈락 | 2차 순위 탈락 |
| 위에화엔터테인먼트      | 올리       | 중국          | 2006년 4월 1일   | 3 STAR   | 0 STAR   | 23        | 18        | 미공개    | 28        | 1,050,683 | 26            | 27            | 1,095,860     | 미공개        | 26            | 미공개        | 3차 순위 탈락      | 3차 순위 탈락 | 3차 순위 탈락 |
| 위에화엔터테인먼트      | 유승언     | 대한민국      | 2004년 1월 2일   | ALL STAR | 3 STAR   | 44        | 26        | 미공개    | 17        | 1,689,227 | 19            | 17            | 1,941,578     | 17            | 14            | 2,242,196     | 미공개             | 16            | 613,963       |
| 위에화엔터테인먼트      | 장하오     | 중국          | 2000년 7월 25일  | ALL STAR | ALL STAR | 7         | 7         | 미공개    | 5         | 5,636,185 | 4             | 2             | 6,128,945     | 미공개        | 2             | 4,342,882     | 미공개             | 1             | 1,998,154     |
| 위에화엔터테인먼트      | 지윤서     | 대한민국      | 2004년 10월 15일 | ALL STAR | 3 STAR   | 86        | 53        | 49        | 47        | 428,248   | 41            | 41            | 미공개        | 2차 순위 탈락 | 2차 순위 탈락 | 2차 순위 탈락 | 2차 순위 탈락      | 2차 순위 탈락 | 2차 순위 탈락 |
| 위에화엔터테인먼트      | 한유진     | 대한민국      | 2007년 3월 20일  | ALL STAR | 3 STAR   | 3         | 2         | 3         | 4         | 6,757,634 | 2             | 3             | 6,045,275     | 미공개        | 5             | 3,501,402     | 미공개             | 9             | 1,196,622     |
| 위엔터테인먼트          | 전호영     | 대한민국      | 2004년 11월 25일 | 2 STAR   | 1 STAR   | 81        | 80        | 미공개    | 71        | 미공개    | 1차 순위 탈락 | 1차 순위 탈락 | 1차 순위 탈락 | 1차 순위 탈락 | 1차 순위 탈락 | 1차 순위 탈락 | 1차 순위 탈락      | 1차 순위 탈락 | 1차 순위 탈락 |
| 위엔터테인먼트          | 최승훈     | 대한민국      | 2008년 5월 1일   | 1 STAR   | 0 STAR   | 46        | 52        | 59        | 57        | 미공개    | 1차 순위 탈락 | 1차 순위 탈락 | 1차 순위 탈락 | 1차 순위 탈락 | 1차 순위 탈락 | 1차 순위 탈락 | 1차 순위 탈락      | 1차 순위 탈락 | 1차 순위 탈락 |
| 이치                    | 천위겅     | 중국          | 1998년 3월 20일  | 1 STAR   | 1 STAR   | 75        | 76        | 미공개    | 82        | 미공개    | 1차 순위 탈락 | 1차 순위 탈락 | 1차 순위 탈락 | 1차 순위 탈락 | 1차 순위 탈락 | 1차 순위 탈락 | 1차 순위 탈락      | 1차 순위 탈락 | 1차 순위 탈락 |
| 제이박엔컴퍼니          | 우무티     | 중국          | 1999년 7월 7일   | 2 STAR   | 3 STAR   | 49        | 51        | 50        | 43        | 521,445   | 42            | 34            | 미공개        | 2차 순위 탈락 | 2차 순위 탈락 | 2차 순위 탈락 | 2차 순위 탈락      | 2차 순위 탈락 | 2차 순위 탈락 |
| 젤리피쉬엔터테인먼트    | 박건욱     | 대한민국      | 2005년 1월 10일  | 3 STAR   | ALL STAR | 15        | 10        | 미공개    | 10        | 3,728,699 | 11            | 9             | 3,228,542     | 미공개        | 12            | 2,329,809     | 미공개             | 5             | 1,386,039     |
| 젤리피쉬엔터테인먼트    | 박현빈     | 대한민국      | 2005년 4월 11일  | 3 STAR   | 3 STAR   | 40        | 50        | 54        | 49        | 376,700   | 48            | 48            | 미공개        | 2차 순위 탈락 | 2차 순위 탈락 | 2차 순위 탈락 | 2차 순위 탈락      | 2차 순위 탈락 | 2차 순위 탈락 |
| 젤리피쉬엔터테인먼트    | 장여준     | 대한민국      | 2005년 9월 27일  | 3 STAR   | 2 STAR   | 51        | 60        | 60        | 62        | 미공개    | 1차 순위 탈락 | 1차 순위 탈락 | 1차 순위 탈락 | 1차 순위 탈락 | 1차 순위 탈락 | 1차 순위 탈락 | 1차 순위 탈락      | 1차 순위 탈락 | 1차 순위 탈락 |
| 젤리피쉬엔터테인먼트    | 한유섭     | 대한민국      | 2004년 5월 6일   | 3 STAR   | 2 STAR   | 74        | 71        | 미공개    | 85        | 미공개    | 1차 순위 탈락 | 1차 순위 탈락 | 1차 순위 탈락 | 1차 순위 탈락 | 1차 순위 탈락 | 1차 순위 탈락 | 1차 순위 탈락      | 1차 순위 탈락 | 1차 순위 탈락 |
| 캐빈74                  | 정민규     | 대한민국      | 1999년 12월 10일 | 0 STAR   | 0 STAR   | 50        | 39        | 미공개    | 27        | 1,054,053 | 32            | 38            | 미공개        | 2차 순위 탈락 | 2차 순위 탈락 | 2차 순위 탈락 | 2차 순위 탈락      | 2차 순위 탈락 | 2차 순위 탈락 |
| 큐브엔터테인먼트        | 박도하     | 대한민국      | 2002년 11월 30일 | 0 STAR   | 0 STAR   | 27        | 25        | 미공개    | 24        | 1,140,151 | 43            | 46            | 미공개        | 2차 순위 탈락 | 2차 순위 탈락 | 2차 순위 탈락 | 2차 순위 탈락      | 2차 순위 탈락 | 2차 순위 탈락 |
| 큐브엔터테인먼트        | 이회택     | 대한민국      | 1993년 8월 28일  | ALL STAR | 3 STAR   | 6         | 6         | 미공개    | 7         | 4,469,324 | 10            | 11            | 3,055,925     | 미공개        | 10            | 2,406,896     | 미공개             | 13            | 935,254       |
| 크로모솜                | 왕즈하오   | 중국          | 2001년 3월 6일   | 3 STAR   | ALL STAR | 29        | 38        | 미공개    | 29        | 1,039,147 | 17            | 19            | 1,600,605     | 미공개        | 19            | 1,889,270     | 3차 순위 탈락      | 3차 순위 탈락 | 3차 순위 탈락 |
| 티오피미디어            | 이동열     | 대한민국      | 1998년 12월 13일 | 2 STAR   | 1 STAR   | 26        | 33        | 미공개    | 40        | 664,047   | 47            | 44            | 미공개        | 2차 순위 탈락 | 2차 순위 탈락 | 2차 순위 탈락 | 2차 순위 탈락      | 2차 순위 탈락 | 2차 순위 탈락 |
| 티오피미디어            | 이환희     | 대한민국      | 1998년 5월 6일   | 3 STAR   | 1 STAR   | 38        | 42        | 42        | 46        | 507,947   | 자진 하차     | 자진 하차     | 자진 하차     | 자진 하차     | 자진 하차     | 자진 하차     | 자진 하차          | 자진 하차     | 자진 하차     |
| 판타지오                | 당홍하이   | 베트남        | 2003년 10월 26일 | 2 STAR   | 3 STAR   | 25        | 29        | 미공개    | 33        | 781,564   | 37            | 42            | 미공개        | 2차 순위 탈락 | 2차 순위 탈락 | 2차 순위 탈락 | 2차 순위 탈락      | 2차 순위 탈락 | 2차 순위 탈락 |
| 퍼스트원 엔터테인먼트   | 서원       | 대한민국      | 2000년 12월 18일 | 3 STAR   | ALL STAR | 18        | 22        | 미공개    | 18        | 1,664,080 | 20            | 18            | 1,624,641     | 미공개        | 25            | 미공개        | 3차 순위 탈락      | 3차 순위 탈락 | 3차 순위 탈락 |
| 퍼스트원 엔터테인먼트   | 위니       | 태국          | 1998년 11월 18일 | 1 STAR   | 1 STAR   | 77        | 73        | 미공개    | 80        | 미공개    | 1차 순위 탈락 | 1차 순위 탈락 | 1차 순위 탈락 | 1차 순위 탈락 | 1차 순위 탈락 | 1차 순위 탈락 | 1차 순위 탈락      | 1차 순위 탈락 | 1차 순위 탈락 |
| 퍼스트원 엔터테인먼트   | 장지호     | 대한민국      | 2004년 8월 10일  | 2 STAR   | 2 STAR   | 72        | 75        | 미공개    | 63        | 미공개    | 1차 순위 탈락 | 1차 순위 탈락 | 1차 순위 탈락 | 1차 순위 탈락 | 1차 순위 탈락 | 1차 순위 탈락 | 1차 순위 탈락      | 1차 순위 탈락 | 1차 순위 탈락 |
| 하이어뮤직              | 박지후     | 대한민국      | 2006년 7월 14일  | ALL STAR | 3 STAR   | 47        | 49        | 48        | 44        | 516,507   | 39            | 33            | 미공개        | 2차 순위 탈락 | 2차 순위 탈락 | 2차 순위 탈락 | 2차 순위 탈락      | 2차 순위 탈락 | 2차 순위 탈락 |
| 하이어뮤직              | 한서빈     | 대한민국      | 2006년 7월 2일   | ALL STAR | 3 STAR   | 70        | 66        | 미공개    | 60        | 미공개    | 1차 순위 탈락 | 1차 순위 탈락 | 1차 순위 탈락 | 1차 순위 탈락 | 1차 순위 탈락 | 1차 순위 탈락 | 1차 순위 탈락      | 1차 순위 탈락 | 1차 순위 탈락 |
| 하이퍼리듬              | 오쥬       | 일본          | 2004년 4월 4일   | 0 STAR   | 2 STAR   | 67        | 78        | 미공개    | 72        | 미공개    | 1차 순위 탈락 | 1차 순위 탈락 | 1차 순위 탈락 | 1차 순위 탈락 | 1차 순위 탈락 | 1차 순위 탈락 | 1차 순위 탈락      | 1차 순위 탈락 | 1차 순위 탈락 |
| ASE                     | 양쥔       | 중국          | 1999년 5월 7일   | 0 STAR   | 0 STAR   | 84        | 74        | 미공개    | 73        | 미공개    | 1차 순위 탈락 | 1차 순위 탈락 | 1차 순위 탈락 | 1차 순위 탈락 | 1차 순위 탈락 | 1차 순위 탈락 | 1차 순위 탈락      | 1차 순위 탈락 | 1차 순위 탈락 |
| ASE                     | 왕옌홍     | 중국          | 1998년 11월 20일 | 0 STAR   | 0 STAR   | 79        | 77        | 미공개    | 77        | 미공개    | 1차 순위 탈락 | 1차 순위 탈락 | 1차 순위 탈락 | 1차 순위 탈락 | 1차 순위 탈락 | 1차 순위 탈락 | 1차 순위 탈락      | 1차 순위 탈락 | 1차 순위 탈락 |
| Beijng Stardyehot       | 쉬안하오   | 중국          | 1995년 11월 8일  | 1 STAR   | 1 STAR   | 33        | 41        | 44        | 54        | 336,550   | 1차 순위 탈락 | 1차 순위 탈락 | 1차 순위 탈락 | 1차 순위 탈락 | 1차 순위 탈락 | 1차 순위 탈락 | 1차 순위 탈락      | 1차 순위 탈락 | 1차 순위 탈락 |
| FNC JAPAN               | 토우이     | 일본          | 2003년 8월 27일  | 0 STAR   | 1 STAR   | 85        | 93        | 미공개    | 89        | 미공개    | 1차 순위 탈락 | 1차 순위 탈락 | 1차 순위 탈락 | 1차 순위 탈락 | 1차 순위 탈락 | 1차 순위 탈락 | 1차 순위 탈락      | 1차 순위 탈락 | 1차 순위 탈락 |
| FNC엔터테인먼트         | 나캠든     | 미국          | 2001년 6월 9일   | 3 STAR   | 3 STAR   | 82        | 37        | 40        | 31        | 962,611   | 22            | 20            | 1,507,389     | 미공개        | 18            | 2,022,976     | 미공개             | 17            | 601,198       |
| FNC엔터테인먼트         | 최지호     | 대한민국      | 2004년 6월 10일  | 2 STAR   | 2 STAR   | 55        | 58        | 미공개    | 55        | 미공개    | 1차 순위 탈락 | 1차 순위 탈락 | 1차 순위 탈락 | 1차 순위 탈락 | 1차 순위 탈락 | 1차 순위 탈락 | 1차 순위 탈락      | 1차 순위 탈락 | 1차 순위 탈락 |
| LM엔터테인먼트          | 이예담     | 대한민국      | 2003년 1월 19일  | ALL STAR | ALL STAR | 45        | 47        | 46        | 42        | 632,536   | 38            | 36            | 미공개        | 2차 순위 탈락 | 2차 순위 탈락 | 2차 순위 탈락 | 2차 순위 탈락      | 2차 순위 탈락 | 2차 순위 탈락 |
| MLD엔터테인먼트         | 이츠키     | 일본          | 2006년 9월 16일  | 0 STAR   | 2 STAR   | 65        | 81        | 미공개    | 88        | 미공개    | 1차 순위 탈락 | 1차 순위 탈락 | 1차 순위 탈락 | 1차 순위 탈락 | 1차 순위 탈락 | 1차 순위 탈락 | 1차 순위 탈락      | 1차 순위 탈락 | 1차 순위 탈락 |
| MNH엔터테인먼트         | 석매튜     | 캐나다        | 2002년 5월 28일  | 3 STAR   | ALL STAR | 32        | 5         | 미공개    | 2         | 6,983,610 | 3             | 4             | 5,812,430     | 미공개        | 9             | 2,718,044     | 미공개             | 3             | 1,702,174     |
| RBW                     | 히로토     | 일본          | 2002년 8월 23일  | 2 STAR   | 2 STAR   | 11        | 15        | 미공개    | 21        | 1,381,864 | 27            | 28            | 1,077,299     | 미공개        | 21            | 1,582,819     | 3차 순위 탈락      | 3차 순위 탈락 | 3차 순위 탈락 |
| TOP CLASS 엔터테인먼트  | 차이진신   | 중국          | 2003년 11월 7일  | 0 STAR   | 0 STAR   | 42        | 45        | 47        | 50        | 374,970   | 25            | 31            | 미공개        | 2차 순위 탈락 | 2차 순위 탈락 | 2차 순위 탈락 | 2차 순위 탈락      | 2차 순위 탈락 | 2차 순위 탈락 |
| TPOP Entertainment      | 치우성양   | 대만          | 2001년 8월 16일  | 2 STAR   | 1 STAR   | 88        | 70        | 미공개    | 81        | 미공개    | 1차 순위 탈락 | 1차 순위 탈락 | 1차 순위 탈락 | 1차 순위 탈락 | 1차 순위 탈락 | 1차 순위 탈락 | 1차 순위 탈락      | 1차 순위 탈락 | 1차 순위 탈락 |
| WELL Entertainment      | 장슈아이보 | 중국          | 2002년 7월 2일   | 1 STAR   | 1 STAR   | 22        | 32        | 미공개    | 36        | 732,400   | 18            | 23            | 1,277,094     | 미공개        | 28            | 미공개        | 3차 순위 탈락      | 3차 순위 탈락 | 3차 순위 탈락 |

1. ↑  24명만 순위 공개 (1-3위, 40-60위)
2. ↑  7명만 순위 공개 (6-7위, 14-18위)
3. ↑  3명만 순위 공개 (3위, 10-11위)
4. ↑  태국 이름 บริพัฒน์ จำสัตย์ (보리팟 잠쌋)
5. 1 2  청춘스타 참가자
6. ↑  청춘유니 참가자
7. 1 2  PRODUCE 101 JAPAN 시즌2 참가자
8. ↑  前 BLACK LEVEL 멤버, 활동 당시 예명 제우
9. 1 2 3 4  언더나인틴 참가자
10. ↑  前 1THE9 멤버
11. 1 2 3 4 5  LOUD: 라우드 참가자
12. ↑  I-LAND 참가자. 참가 당시 이름은 정재범이었으며, 탈락 후 개명했다.
13. ↑  withus 멤버
14. 1 2 3  청춘유니 3 참가자
15. ↑  NOW UNITED 멤버
16. ↑  제 1차 생존자 발표 행사에서 공개 된 순위
17. ↑  4화 이후 소속사가 추가되었다.
18. ↑  前 INX 멤버, 활동당시 예명 지남
19. 1 2  싸이퍼 멤버
20. ↑  활동 예명 태그
21. ↑  본명 테라조노 케이타
22. ↑  YG 보석함 참가자
23. ↑  EDAMAME BEANS 멤버
24. ↑  본명 커포시 제이 스티븐, 제이 창
25. ↑  제 2차 생존자 발표 행사에서 공개 된 순위
26. ↑  본명 우에하라 이치카
27. ↑  재일교포, 한국 이름 정시안
28. 1 2  창조영 2021 참가자
29. ↑  일본 특별영주권이 있는 재일교포로서 대한민국 국적을 보유하고 있다.
30. ↑  본명 토요나가 타쿠토
31. ↑  소년지명 참가자
32. ↑  전교톱10 참가자
33. ↑  태국 이름 ธนากร วิชานุเคราะห์ (타나콘 위차누콘)
34. ↑  제 3차 생존자 발표 행사에서 공개 된 순위
35. ↑  본명 이이누마 안토니
36. 1 2  前 TO1 멤버
37. ↑  활동 당시 예명 제롬
38. ↑  본명 마에다 하루토
39. ↑  본명 션취안루이
40. ↑  본명 브라이언 호
41. ↑  본명 리우톈위에
42. ↑  슈퍼 아이돌 시즌1·2 참가자
43. 1 2 3 4  극한데뷔 야생돌 참가자
44. ↑  펜타곤 멤버, 활동 예명 후이
45. ↑  前 트리플H 멤버
46. ↑  다섯장 멤버
47. 1 2  업텐션 멤버
48. ↑  활동 예명 샤오
49. 1 2 3  NINE.i 멤버
50. ↑  태국 이름 ปฏิพงษ์ เกษมสันต์ (파티퐁 카셈산트)
51. ↑  본명 캠든 윈스턴 나
52. ↑  한국 이름 나두빈
53. ↑  한국 이름 석우현
54. ↑  본명 이쿠미 히로토
55. ↑  PRODUCE 101 JAPAN 참가자